# Томский электроламповый завод
ОАО «Томский электроламповый завод» (ТЭЛЗ) — предприятие по производству электрических ламп в Томске, по адресу: улица Усова, 6, (юридический адрес: город Томск, проспект Кирова, 5), единственный в азиатской части России производитель электроламп (лампы накаливания, светодиодные лампы). Современные предприятия, основанные на базе томского электролампового завода (Группа LEADlight): ООО «Томский завод светотехники», ООО «Современные источники света», ООО «Город мастеров». На производстве задействовано 390 человек. Президент Группы LEADlight — Голубев Владислав Владимирович.

## История
История предприятия началась в конце сентября 1941 года, когда в Томск были эвакуированы 229 работников Московского электролампового и Запрудненского стекольного заводов. Вновь создаваемому предприятию был выделен недостроенный корпус медицинского института на проспекте Кирова, 5. Сборочная линия для выпуска ламп из полуфабрикатов была смонтирована в главном корпусе Томского университета. Первая продукция была выпущена 7 ноября 1941 года. Днём рождения завода считается 15 декабря 1941 года, когда была отправлена потребителям первая тысяча авиационных ламп «СМ».
Оборудование Запрудненского завода прибыло в Томск в конце 1941 года и было размещено на базе стекольного завода медицинской аппаратуры. В январе 1942 года ламповое и стекольное производства были объединены в Томский электроламповый завод. 11 ноября 1942 года предприятие было переименовано в «Государственный завод № 660» (позднее — в «п/я 134»). С 1942 по 1970 год заводом руководил Алексей Тимофеевич Иванов. Главный инженер завода Л. Г. Ульмишек — автор первого в стране учебника по электроламповому производству.
С 1970 по 1977 год директором завода был Новоселов Юрий Евлампиевич. За годы его руководства (1970—1977) ТЭЛЗ достиг наибольшего объёма производства, была серьёзно укреплена социальная база предприятия.
В 1944 году было выпущено 5,7 млн ламп, в 1950 году — 25 млн, в 1970 году — более 100 млн, всего за 70 лет работы было выпущено более 6 000 млн ламп. На предприятии разрабатывались новые виду продукции. В 1980-х годах ассортимент составлял около 100 наименований. Продукция поставлялась в 33 страны.
Более 60 лет при заводе существует народный хор, более 30 лет (1950—1982) коллектив возглавлял композитор Владимир Лавриненко.
В 1992 году предприятие акционировалось.
Юридическое лицо ООО «Томский электроламповый завод» прекратило деятельность в мае 2012 года. На базе Томского электролампового завода создана группа компаний «СВЕТ XXI ВЕКА» (президент компании Голубев Владислав Владимирович). Современный брэнд: LEADlight.

## Продукция
- лампы накаливания общего назначения — классические лампы накаливания — номинал мощностей: 40Вт, 60Вт, 75Вт, 95Вт, 150Вт, 200Вт;
- лампы светодиодные — со светодиодами на нитях (филаментами) — номинал мощностей: 5Вт, 7Вт, 9Вт, 10Вт;
- бактерицидные рециркуляторы воздуха для помещений — для обеззараживания воздуха в помещениях;
- полуфабрикаты из стекла для производства ламп — колба, дрот и другие фасонные детали лампы.